# (2514) Taiyuan
(2514) Taiyuan (1964 TA1) – planetoida z pasa głównego asteroid okrążająca Słońce w ciągu 4,32 lat w średniej odległości 2,65 j.a. Odkryta 8 października 1964 roku.